# Pseudomaevia
Pseudomaevia is een geslacht van spinnen uit de familie springspinnen (Salticidae).

## Soorten
De volgende soorten zijn bij het geslacht ingedeeld:
- Pseudomaevia cognata Rainbow, 1920
- Pseudomaevia insulana Berland, 1942
  - Pseudomaevia insulana aorai Berland, 1942